# Idzard van Sminia
Idzard van Sminia (gedoopt Leeuwarden, 31 januari 1689 - Wommels, 22 juni 1754) was grietman van het Friese Hennaarderadeel, rekenmeester en gedeputeerde van de provincie Friesland.

## Leven en werk
Van Sminia was een zoon uit het eerste huwelijk van de raadsheer Hobbe Baerdt van Sminia met Tetje Gerroltsma. In 1706 werd hij grietman van Hennaarderadeel. Dit grietmanschap was door zijn vader voor 38.000 gulden gekocht van Edzard van Grovestins, die dit ambt tot 1706 bekleedde. Zijn vader was een van de rijkste Friezen in die tijd. Van Sminia was van 1719 tot 1722, van 1734 tot 1737 en van 1746 tot 1749 gedeputeerde van Friesland. In de rol van gedeputeerde begroette hij in 1734 het pasgetrouwde stadhouderlijk paar Willem IV en Anna van Hannover bij hun intocht in Friesland.
Van Sminia trouwde op 6 mei 1714 met Tjallinga Edonia van Eisinga, dochter van Tjalling Edo Johan van Eijsinga en Sijts Aebinga van Humalda. Uit dit huwelijk werden negen kinderen geboren. Zij woonden in Wommels op de Sminia State. Hij overleed in juni 1754 op 65-jarige leeftijd. Hij werd in 1754 als grietman opgevolgd door zijn zoon Tjalling Aedo.
Ter nagedachtenis aan zijn vrouw, die in 1733 op 43-jarige leeftijd was overleden, verscheen een gedichtenbundel, getiteld Ter eeuwiger geheugenisse van de hoog-eedel-welgeboorene vrouwe, mevrouwe Tjallinga Edonia Van Eisinga, in een bloejenden ouderdom van haaren echtgenoot, den welgebooren heere Idzard Van Sminia, grietsman over Hennaarderadeel, reekenmeester van Vriesland, etc., etc., weggerukt den 27sten van Hooimaand 1733 en ter aarde besteld den 4den van Oogstmaand geschreven door Albertus Lyklama à Nyeholt en uitgegeven in 1733 door Jakobus Ennema te Franeker.

In de zuidmuur van de toren van de Remigiuskerk van Spannum is een gedenksteen aangebracht als herinnering aan de vernieuwing van de toren in 1742. In de steen het wapen van Van Sminia, die als grietman verantwoordelijk was voor het herstel van de toren. De tekst luidt:
In 't jaar 1742 is deze toren
vernieuwd en verbetert onder
de ed: de heer EDZARD van SMINIA
Grietman over Henneradeel
en Gentius Hesselius predikant te
Edens en Spannum de kerkv[oogden] Jan
Leenerds [en] Frans Baukes
Ook in de muur van de kerk van Waaxens bevindt zich een soortgelijke gedenksteen. Ook hier werd de kerktoren in 1742 vernieuwd onder verantwoordelijkheid van grietman Van Sminia. De tekst luidt daar:
Int jaer 1742 is dese tooren ver
neuit onder de ed: HEER EDZARD
Van SMINIA Grietman over Hen
naarderadeel
en Petrus Horreus Predikant
ende kerkvoogden Johannis Wigles
Schulthetus en Anne Aukes